# Paňovce
Paňovce (ungarisch Pány) ist eine Gemeinde im Okres Košice-okolie (Košický kraj) im Osten der Slowakei, mit 622 Einwohnern (Stand 31. Dezember 2024).

## Geografie
Die Gemeinde liegt etwa 22 Kilometer westlich der Großstadt Košice und sieben Kilometer nordöstlich von Moldava nad Bodvou. Das 20,68 km² große Gemeindegebiet erstreckt sich vom südöstlichen Rand des Slowakischen Erzgebirges bis in die fruchtbaren Hügel der Vorbergzone, deren Höhen in Richtung Ida-Niederung – einem Teil des Talkessels Košická kotlina – allmählich abnehmen. Das westliche Drittel des Gemeindegebietes ist durch von Rodungsinseln unterbrochene Laubwälder gekennzeichnet. Hier werden Höhen von über 400 m über dem Meer erreicht, während der Dorfkern von Paňovce auf 241 m Höhe liegt. Der markanteste Gipfel ist aber der 306 m hohe Bergsporn Tárkán am Nordostrand des Dorfes.
Durch das Gemeindeareal strömen in Nord-Süd-Richtung die Bergbäche Čečejovský potok, Lesný potok und Stavenec die zur Ida entwässern.
Nachbargemeinden von Paňovce sind Nováčany im Norden, Hodkovce und Šemša im Nordosten, Veľká Ida im Osten, Čečejovce im Süden, Mokrance im Südwesten, Debraď im Westen sowie Rudník im Nordwesten.

## Geschichte
Eine erste schriftliche Erwähnung erfuhr Paňovce im Jahr 1274, als König Ladislaus IV. das Dorf zwei Söhnen aus dem Hause Aba zum Lehen gab. Diese teilten den Besitz 1301 weiter auf. Bereits 1317 gab es eine erste Pfarrkirche, die zum Erzbistum Esztergom-Budapest gehörte. Zwei Jahre später unterstand sie dem Erzbistum Eger.
Teile des Dorfes gehörten zu dieser Zeit wie auch Hodkovce und das nicht mehr existierende Rozpút zur heutigen Gemeinde Šemša.
In den 1330er Jahren gab es häufig Streit zwischen der Familie Aba und den unmittelbaren Nachbarn. Nach dem Tod der örtlichen Herrschaft geriet Paňovce in den Einflussbereich des Klosters Jasov.
Die Gebietsstreitigkeiten endeten erst 1390, als Paňovce das Vorwerk Seleška an Čečejovce verlor.
1427 gab es in Paňovce 29 Höfe, was bei durchschnittlich fünf Personen je Hof einer Einwohnerzahl von 145 entspricht.
Nach dem Historiker Branislav Varsik (1904–1994) ist der älteste überlieferte Ortsname – Paan – slowakischen Ursprungs und kommt aus dem Altslawischen Pan (= lateinisch Dominus oder deutsch Herr).
1274 – Paan
1317 – de Pan oder Pan Villa
1332 – Paan
1335 – Pany
1407 – Paan
1773 – slowakisch Panowcze, ungarisch Pány
1808 – Paňovce
Im 13. Jahrhundert begann das Vordringen der ungarischsprechenden Bevölkerung nach Norden. Die Ungarn besiedelten bald die gesamte Ida-Niederung, die im 15. Jahrhundert als weitgehend magyarisiert galt. Nördlich von Paňovce, am Fuß des Slowakischen Erzgebirges kam diese Migration zum Stehen – die Bergregionen blieben überwiegend slowakischsprachig. In der zweiten Hälfte des 16. Jahrhunderts kam es wegen der drohenden Türkenkriege zu einer zweiten ungarischen Einwanderungswelle. In der ersten Hälfte des 17. Jahrhunderts war Paňovce vollständig magyarisiert. Aus dieser Zeit stammt auch die reformierte Kirche. Nach 1720 kam es zu einer entgegengesetzten Bewegung der Bevölkerung von Norden nach Süden – slowakische Einwanderer besiedelten ungarische Dörfer. Im Jahr 1851 zählte man in Paňovce 815 (meist slowakische) Katholiken, 107 (ungarische) Calvinisten und Protestanten sowie 71 Juden.
Bis 1919 gehörte Paňovce zum Komitat Abaúj-Torna im Königreich Ungarn und kam danach zur Tschechoslowakei. Von 1938 bis 1945 war die Gemeinde auf Grund des Ersten Wiener Schiedsspruches noch einmal Teil von Ungarn.

## Bevölkerung
| Jahr                | 1994 | 2004    | 2014    | 2024    |
| ------------------- | ---- | ------- | ------- | ------- |
| Anzahl der Personen | 571  | 567     | 589     | 622     |
| Unterschied         |      | −0,70 % | +3,88 % | +5,60 % |

| Jahr                | 2023 | 2024    |
| ------------------- | ---- | ------- |
| Anzahl der Personen | 612  | 622     |
| Unterschied         |      | +1,63 % |

Nach den Ergebnissen der Volkszählung 2001 lebten in Paňovce 564 Einwohner, davon
- 91,3 % Slowaken und
- 7,8 % Ungarn.

75,5 % der Bewohner bekannten sich zur römisch-katholischen Kirche.

## Sehenswürdigkeiten
- römisch-katholische Pfarrkirche
- reformierte Kirche

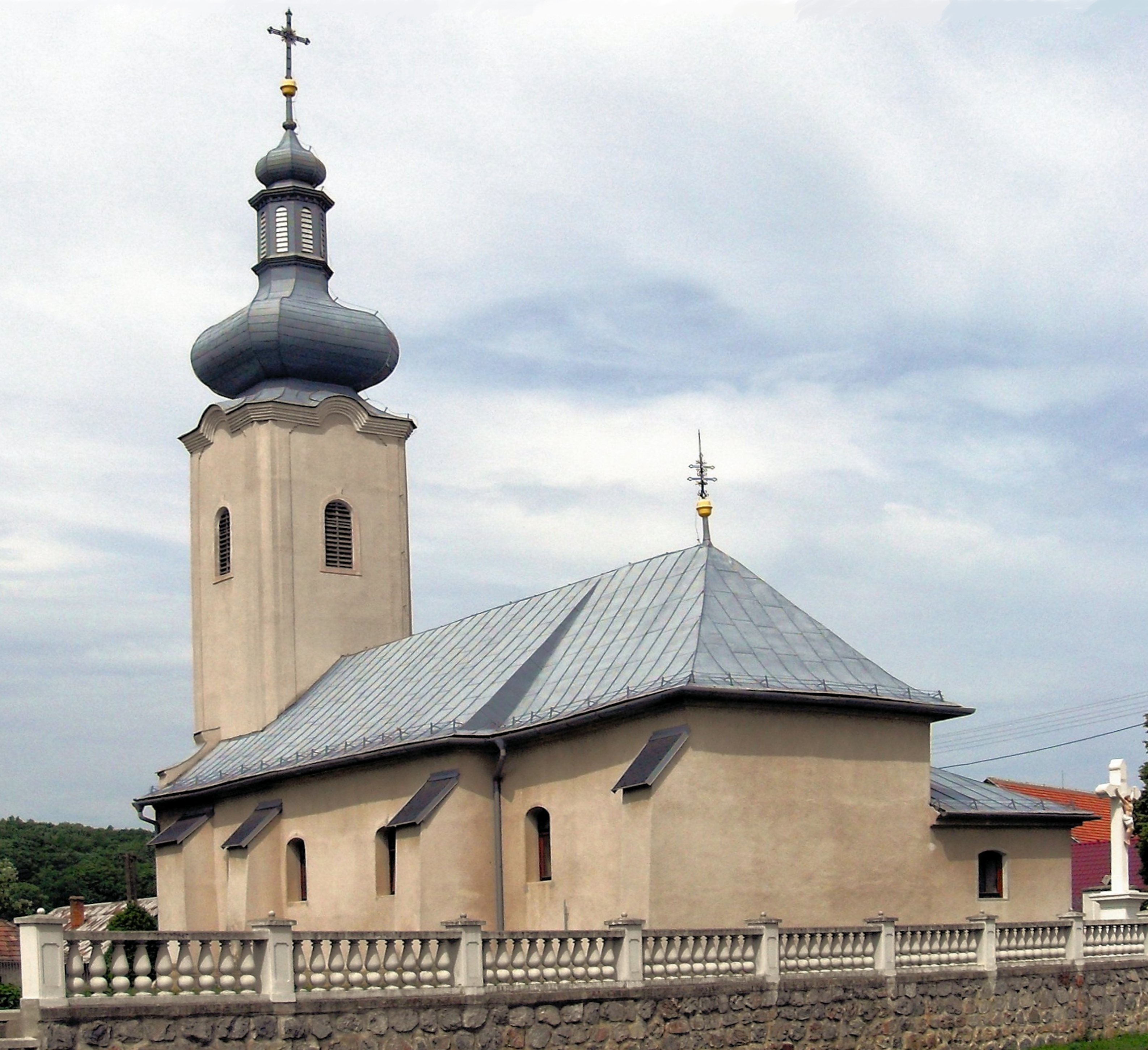
Römisch-katholische Kirche
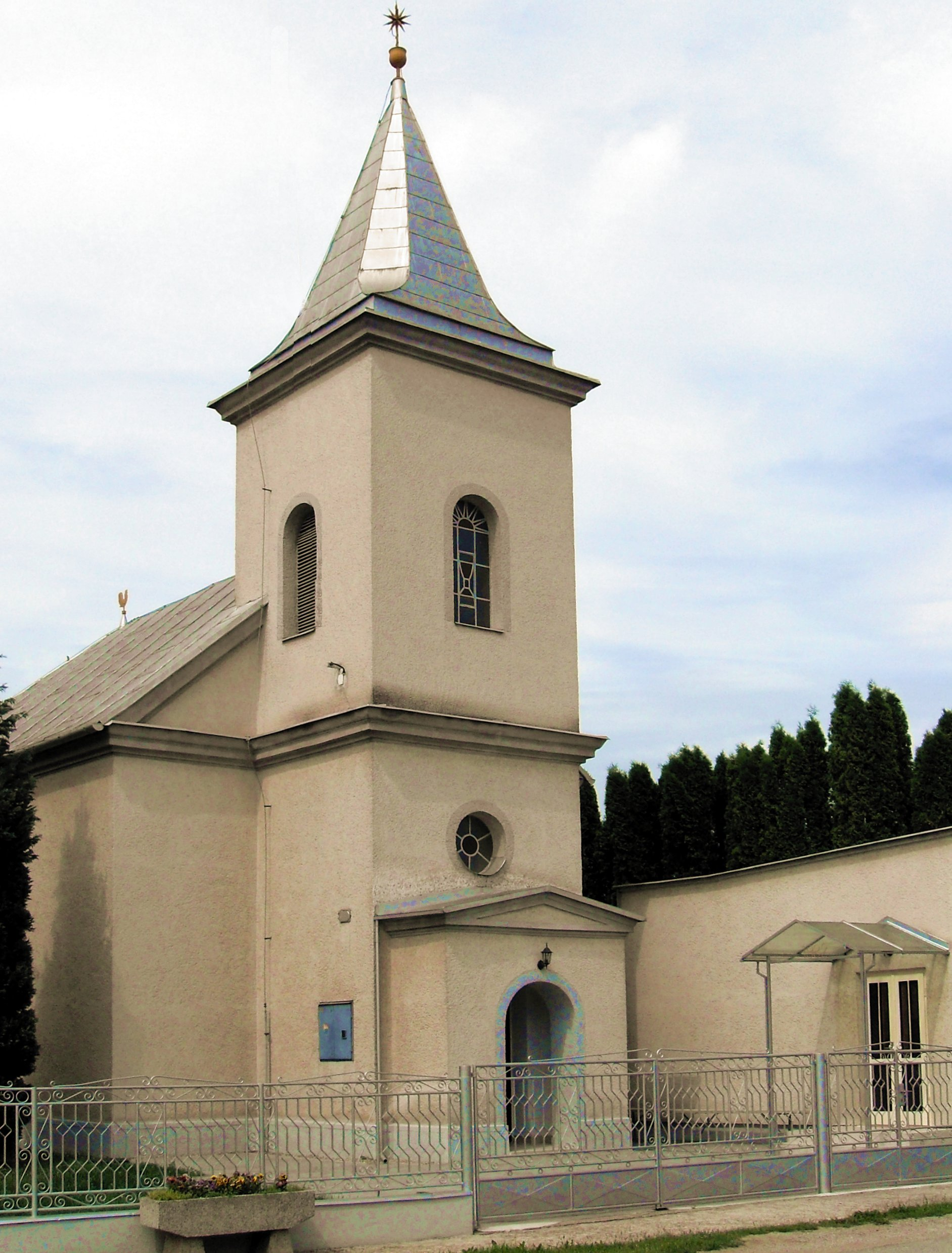
Reformierte Kirche

## Wirtschaft und Infrastruktur
Die Gemeinde hat ihren ländlichen Charakter bewahrt. Die Bewohner arbeiten in der Landwirtschaft (Getreide- und Obstanbau, Milchviehwirtschaft, Schweine- und Geflügelmast), im Dienstleistungssektor oder pendeln in die Industriebetriebe in und um Košice. Im Dorf gibt es ein Lebensmittelgeschäft, eine Bibliothek, einen Kindergarten und zwei Schulen.
Paňovce ist nur durch eine Straße in das südlich gelegene Čečejovce an das überregionale Straßennetz angeschlossen. Von Westen, Norden und Osten gelangt man nur auf schmalen Feld- oder Waldwegen nach Paňovce. Durch Čečejovce verläuft jedoch die Fernstraße 50 (hier auch Teil der Europastraße 58) von Košice über Rožňava nach Bratislava. Am südlichen Rand des Dorfes Čečejovce befindet sich der Bahnhof Mokrance an der Bahnstrecke Košice-Barca–Rožňava.

## Belege
1. ↑  Hustota obyvateľstva - obce [om7014rr_obc=AREAS_SK, v_om7014rr_ukaz=Rozloha (Štvorcový meter)]. Statistical Office of the Slovak Republic, 31. März 2025, abgerufen am 31. März 2025 (slowakisch).
2. ↑  Počet obyvateľov podľa pohlavia - obce (ročne) [om7101rr_obce=AREAS_SK]. Statistical Office of the Slovak Republic, 31. März 2025, abgerufen am 31. März 2025 (slowakisch).
3. ↑  Geschichtsabriss auf panovce.ocu.sk (slowakisch)
4. 1 2  Počet obyvateľov podľa pohlavia - obce (ročne) [om7101rr_obce=AREAS_SK]. Statistical Office of the Slovak Republic, 31. März 2025, abgerufen am 31. März 2025 (slowakisch).
5. ↑  Statistik auf app.statistics.sk/mosmis (Memento des Originals vom 12. Dezember 2013 im Internet Archive)  Info: Der Archivlink wurde automatisch eingesetzt und noch nicht geprüft. Bitte prüfe Original- und Archivlink gemäß Anleitung und entferne dann diesen Hinweis.